# Файзиев, Хатам Халматович
Хатам Халматович Файзиев (узб. Hotam Xolmatovich Fayziyev; 10 мая 1937, Ташкент, Узбекистан — 7 мая 2013, там же) — узбекский кинооператор. Заслуженный деятель искусств Узбекской ССР (1969).

## Биография
В 1958 году окончил операторский факультет ВГИКа. С 1960 года — в штате киностудии «Узбекфильм». В 1960 году снял свой первый фильм «Мощный пласт» (д/к). Известность принесла работа с режиссёром Шухратом Аббасовым.

## Избранная фильмография

### Оператор
- 1962 — Ты не сирота
- 1964 — Жизнь прошла ночью
- 1966 — Навстречу совести
- 1967 — Ташкент — город хлебный
- 1967 — Дилором
- 1967 — Ташкент, землетрясение (д/ф)
- 1970 — Чрезвычайный комиссар
- 1971 — Драма любви
- 1975 — Абу Райхан Беруни
- 1976 — Четыре времени года
- 1978 — Ферганские девчата
- 1979 — Ливень (ТВ)
- 1980 — Камила (ТВ)
- 1980 — Завтра выйдешь?
- 1980 — Берегись! Змеи! (с Тимуром Каюмовым)
- 1983 — Стрелять сгоряча не стоит (с Р. Ибрагимовым)
- 1984 — Дневник, письмо и первоклассница (ТВ)
- 1986 — Верните бабушку
- 1987 — Смысл жизни
- 1990 — Спутник планеты Уран
- 1993 — Ангел в огне
- 2000 — Женское царство
- 2002 — Дилхирож
- 2002 — Товарищ Бойкенжаев
- 2004 — Лекарь
- 2005 — Девичий пастух
- 2005 — Тайна красоты

## Награды
- 1969 — Заслуженный деятель искусств Узбекской ССР
- 1971 — лауреат Государственной премии Узбекской ССР имени Хамзы («Чрезвычайный комиссар»)[1]